# Веселуха Ксенія Володимирівна
Ксенія Володимирівна Веселуха (нар. 26 січня 1994, Мукачеве, Закарпатська область, Україна) — російська футболістка українського походження, півзахисниця краснодарської команди «Кубаночка» та молодіжної збірної Росії.

## Кар'єра гравця

### Клубна
Вихованка футбольної школи «Кубаночки». Перший тренер - Тетяна Зайцева. Перші кроки у футболі робила в складі команди «Перлинка», потім виступала в молодіжному складі «Кубаночки». У 2008 році дебютувала в основі клубу, почавши грати в чемпіонаті Росії. У березні 2012 року отримала травму коліна й вибула з ладу на деякий час, перенісши операцію.

### У збірній
У юнацькій збірній Росії дебютувала 24 жовтня 2009 в матчі проти Вірменії, який завершився розгромною перемогою росіянок з рахунком 19: 0. Брала участь в молодіжному чемпіонаті Європи 2011 року.

## Стиль гри
Робоча нога - ліва, але при цьому Ксенія на хорошому рівні володіє правою ногою. Володіє відмінними фізичними даними, високою швидкістю, вміє грати головою. Технічно поводиться з м'ячем, добре бачить поле. Одна з найкращих асистентів у клубі й збірній.

## Хобі та захоплення
Своїм хобі вважає спілкування з друзями. Улюблений клуб - «Барселона», улюблений колір - білий.